# Barfi
El barfi o burfi (hindi बर्फ़ी; urdu برفی, ambos se pronuncian barfi) es un dulce de la cocina india. El barfi sencillo se hace con leche condensada, cocida con azúcar hasta que se solidifica. Hay muchas variedades de barfi, incluyendo el besan barfi (hecho con harina de garbanzo o besan) kaaju barfi (hecho con anacardo) y pista barfi (barfi de leche con pistacho molido). El nombre procede de la palabra urdu barf, ‘nieve’, debido a la apariencia del dulce.
El barfi se condimenta a menudo con fruta (como mango o coco) o frutos secos (como anacardo y pistacho) y especias como el cardamomo. A veces se sirve cubierto con una capa fina de vark (papel de plata comestible). Es típico cortarlo con forma cuadrada, de diamante o redonda. Varía mucho de color y textura, según el tipo.

## Variedades
- Kesri pedha: azafrán, redondo, amarillo y plato.
- Kaju barfi/katri: anacardo, diamante ligeramente tostado.
- Pista barfi: pistacho, diamante de color verde fuerte.
- Cham cham: rosa y blanco, de forma parecida a las de las bolas de arroz del sushi.
- Doodh peda: aceite de kewra y pistacho, redondo, plano y tostado oscuro.
- Barfi de chocolate.
- Badam pak: agua de rosas y almendra, diamante marrón.
- Barfi de nuez.
- Gajor barfi: zanahoria, cuadrado y de color naranja.